# 阿爸的情人
《阿爸的情人》是王献篪导演，汪笨湖原作者兼编剧，范瑞君、郭子乾、李立群主演的一部电影。由汪笨湖小說《嬲》改編而來，1995年上映。
片中讲述台南縣白河鎮（今台南市白河區）山區的地主阿地伯多年前买来养子赵春生，后来为他娶了媳妇。春生不久当兵去了，翁媳二人居于一屋。春生回来后发现养父与妻子的关系，十分愤怒，妻子也深受阿地的困扰。这一三角关系最终酿成悲剧。
王獻篪本是广告片导演，该片在技术表现上精雕细刻，达到台湾片罕见的高水准，井在内容上选取当时禁忌的乱伦题材，开拓台湾乡土片较少触及的人“性”空间，但心理刻画较肤浅。
获东京国际电影节青年导演竞赛铜樱花奖。

## 獎項
| 頒獎典禮     | 獎項         | 名單     | 結果 |
| ------------ | ------------ | -------- | ---- |
| 第32屆金馬獎 | 最佳劇情片   |          | 提名 |
| 第32屆金馬獎 | 最佳男主角   | 李立群   | 提名 |
| 第32屆金馬獎 | 最佳男配角   | 郭子乾   | 提名 |
| 第32屆金馬獎 | 最佳改編劇本 | 王獻箎   | 提名 |
| 第32屆金馬獎 | 最佳攝影     | 張達隆   | 提名 |
| 第32屆金馬獎 | 最佳美術設計 | 胡志岳   | 提名 |
| 第32屆金馬獎 | 最佳電影音樂 | 史擷詠   | 提名 |
| 第32屆金馬獎 | 最佳錄音     | Tom PAUL | 提名 |

## 外部連結
- 開眼電影網上《阿爸的情人》的資料（繁體中文）
- 香港影庫上《阿爸的情人》的資料（繁體中文）
- 时光网上《阿爸的情人》的資料（简体中文）
- 豆瓣电影上《阿爸的情人》的資料 （简体中文）
- AllMovie上《阿爸的情人》的资料（英文）
- 互联网电影数据库（IMDb）上《阿爸的情人》的资料（英文）